# Karadayı
Karadayı é uma telenovela turca exibida pelo canal ATV entre 8 de outubro de 2012 e 15 de junho de 2015, em três temporadas.
Protagonizada por Kenan İmirzalıoğlu e Bergüzar Korel, o título da trama faz referência ao personagem de Kenan, "Mahir Kara". "Karadayi", na Turquia, representa um homem durão (ou "macho").

## Enredo
A história se passa na década de 70. Mahir Kara é um homem que trabalha em uma sapataria. Seu pai, Nazif é um homem bom e respeitado no bairro, menos por criminosos e pessoas desonestas. Em um dia especial para Mahir, Nazif é acusado de assassinar um promotor. Após o julgamento, é condenado e sentenciado à morte. Mahir acredita na inocência de seu pai e promete encontrar o verdadeiro assassino. Ele inventa um plano: criar uma nova identidade e aparecer como advogado. A busca da justiça se complica quando se aproxima da juíza Feride Şadoğlu, que tem o destino de seu pai em suas mãos.

## Elenco
| Ator/Atriz            | Personagem                      |
| --------------------- | ------------------------------- |
| Kenan İmirzalıoğlu    | Mahir Kara                      |
| Bergüzar Korel        | Feride Şadoğlu                  |
| Çetin Tekindor        | Nazif Kara                      |
| Yurdaer Okur          | Turgut "Yaver" Akın             |
| Funda Eryiğit         | Belgin Türe                     |
| Fatih Al              | Sosyete Yusuf                   |
| Hüseyin Soyaslan      | Kütük Nail                      |
| Erkan Avcı            | Necdet "Barut" Güney            |
| Melike İpek Yalova    | Ayten Alev                      |
| Rıza Kocaoğlu         | Yasin "Kibrit" Ulutaş           |
| Elif Sönmez           | İlknur Tiryaki                  |
| Şebnem Dilligil       | Safiye Kara                     |
| Diren Polatoğulları   | İbrahim "İbo" Durak             |
| Çağdaş Tekelioğlu     | Azmi                            |
| Atsız Karaduman       | Dalyan Rıza                     |
| Leyla Lydia Tuğutlu   | Songül Kara                     |
| Cenan Çamyurdu        | Erdal Engin                     |
| Aslı Orcan            | Serra Aşık                      |
| Civan Canova          | Çetin "Cağaloğlu" Hünkaroğlu    |
| Lila Gürmen           | Kerime Şadoğlu                  |
| Yıldız Kültür         | Kader/Nihan Altun               |
| Kübra Balcan          | Mahperi Altun                   |
| Ataberk Mutlu         | Nazif Tiryaki, Jr.              |
| Olgun Toker           | Melih Şadoğlu                   |
| İlkin Tüfekçi         | Bahar "Çitlembik" Dündar        |
| Erhan Yazıcıoğlu      | Mehmet Saim "Beyefendi" Şadoğlu |
| Ulaş Tuna Astepe      | Orhan Kara                      |
| Deniz Şen Hamzaoğlu   | Bülent Tiryaki                  |
| Emir Çubukçu          | Osman Güney                     |
| Asu Ezgi Taşkıranoğlu | Nurten Alev                     |
| Mehmet Bozdoğan       | Yılan Berdan                    |
| Ozan Ağaç             | İsmet Ertekin                   |
| Serkan Altıntaş       | Yalçın                          |
| Nihat Altınkaya       | Sinan Koca                      |
| Başay Okay            | Süreyya Hanım                   |
| Perihan Erener        | Nilay                           |
| Melih Çardak          | Guardian Serdar                 |
| Kadir Çermik          | Ahmet Geveze                    |
| Erol Erarslan         | Şiş Kazım                       |
| Oktay Gülbay          | Süleyman Yılmaz                 |

## Exibição
| País                 | Emissora               | Ano de estreia |
| -------------------- | ---------------------- | -------------- |
| Turquia              | ATV                    | 2012-2015      |
| Irão                 | GEM TV / River TV      | 2013           |
| Catar                | Qatar Television       | 2013           |
| Egito                | CBC                    | 2013           |
| Grécia               | ΑΝΤ1                   | 2013           |
| Kosovo               | RTV21                  | 2013           |
| Bósnia e Herzegovina | Hayat TV               | 2013           |
| Bulgária             | TV7                    | 2013           |
| Sérvia               | Prva Srpska Televizija | 2013           |
| Israel               | Viva                   | 2013           |
| Paquistão            | Urdu 1                 | 2014           |
| Croácia              | Nova TV                | 2014           |

Em 1º de dezembro de 2015, a trama passou a ser transmitida pela Telefe, mas os baixos índices de audiência fizeram a exibição ser cancelada e seus capítulos passaram a ser publicados no site da emissora.